# Реполе, Роберто
Роберто Реполе (итал. Roberto Repole; род. 29 января 1967, Турин, Италия) — итальянский кардинал. Архиепископ Турина и епископ Сузы с 19 февраля 2022. Кардинал-священник с титулярной церковью Джезу-Дивин-Маэстро-алла-Пинета-Саккетти с 7 декабря 2024. 